# Bruchstein (Baumaterial)

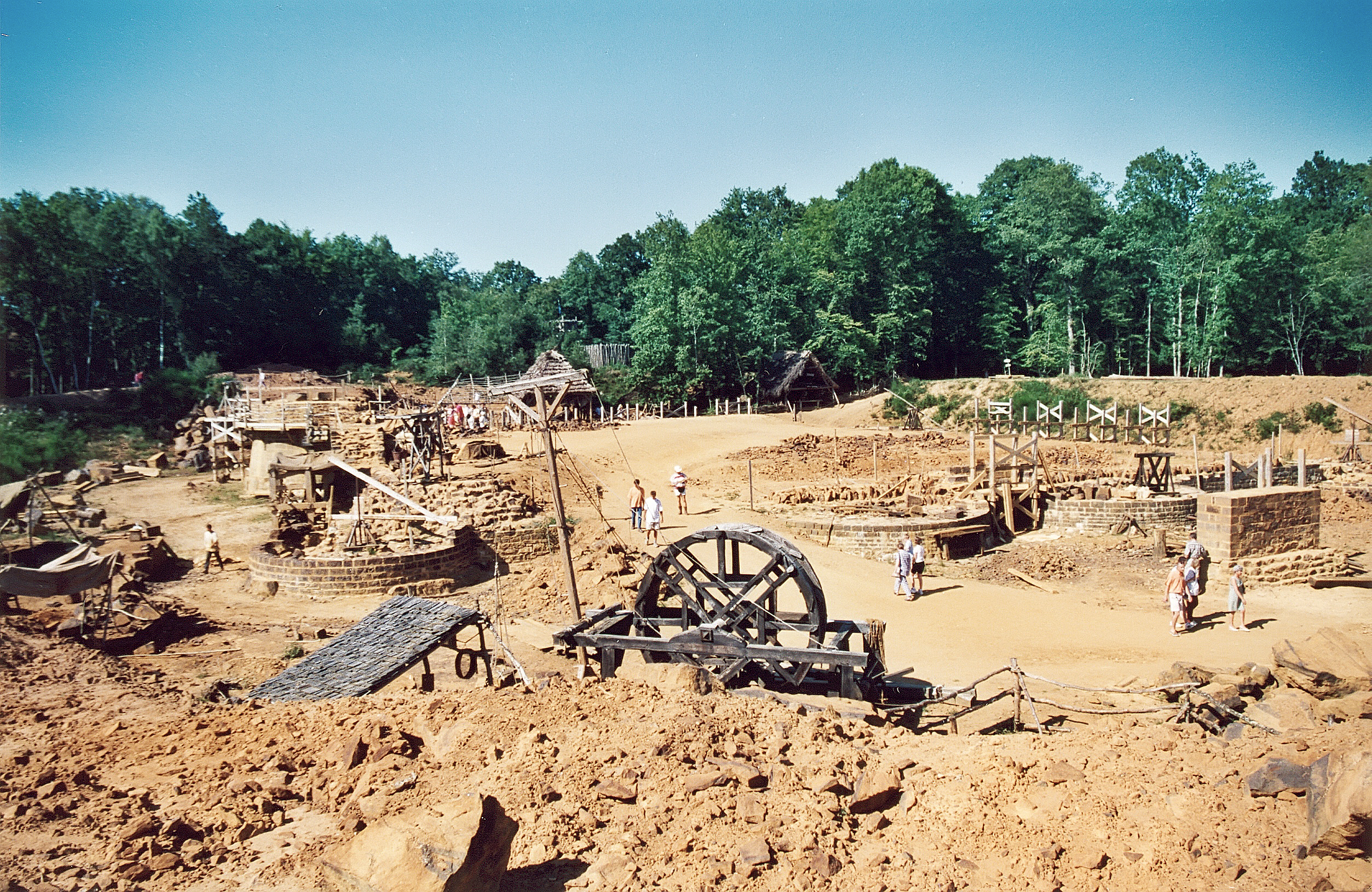
Neubau der Burg Guédelon im Jahr 2000, inmitten eines wiedereröffneten Steinbruchs

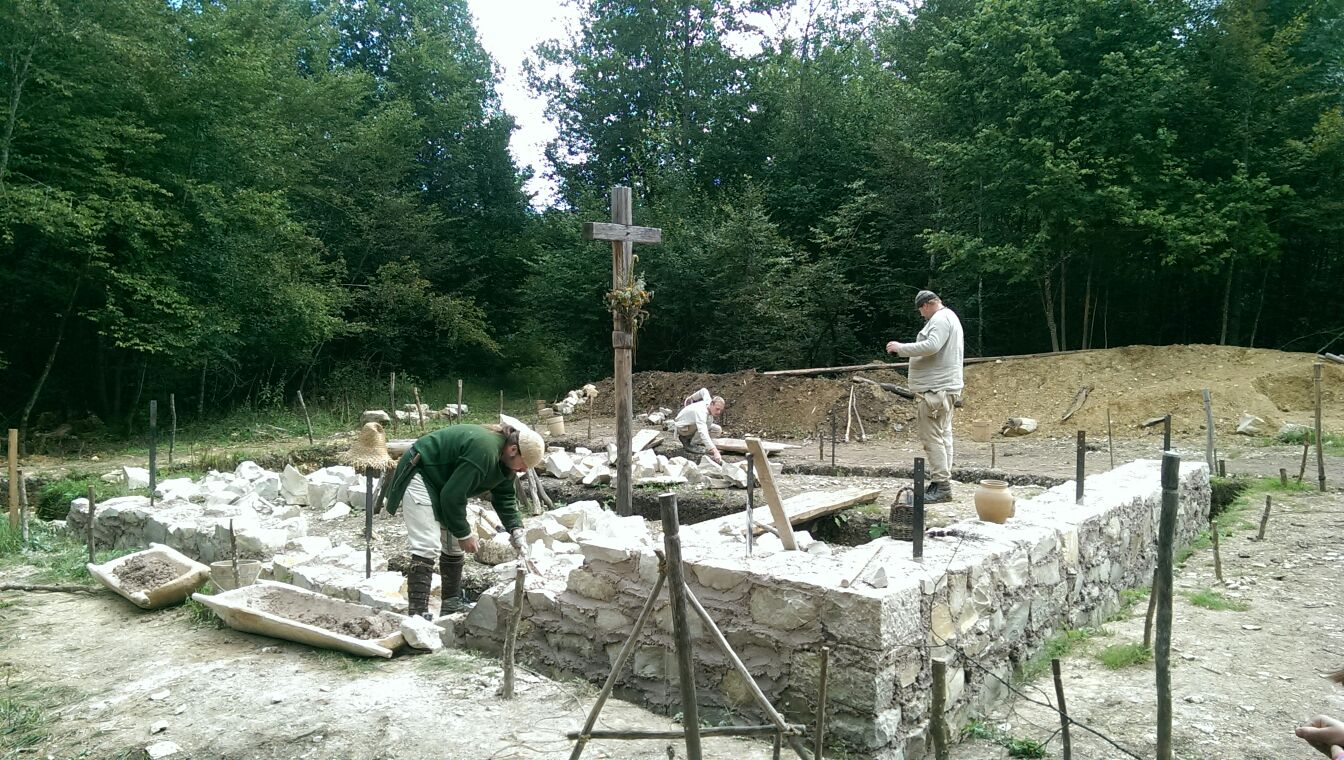
Aufmauern der Außenmauer der Holzkirche für den Campus Galli bei Meßkirch 2014

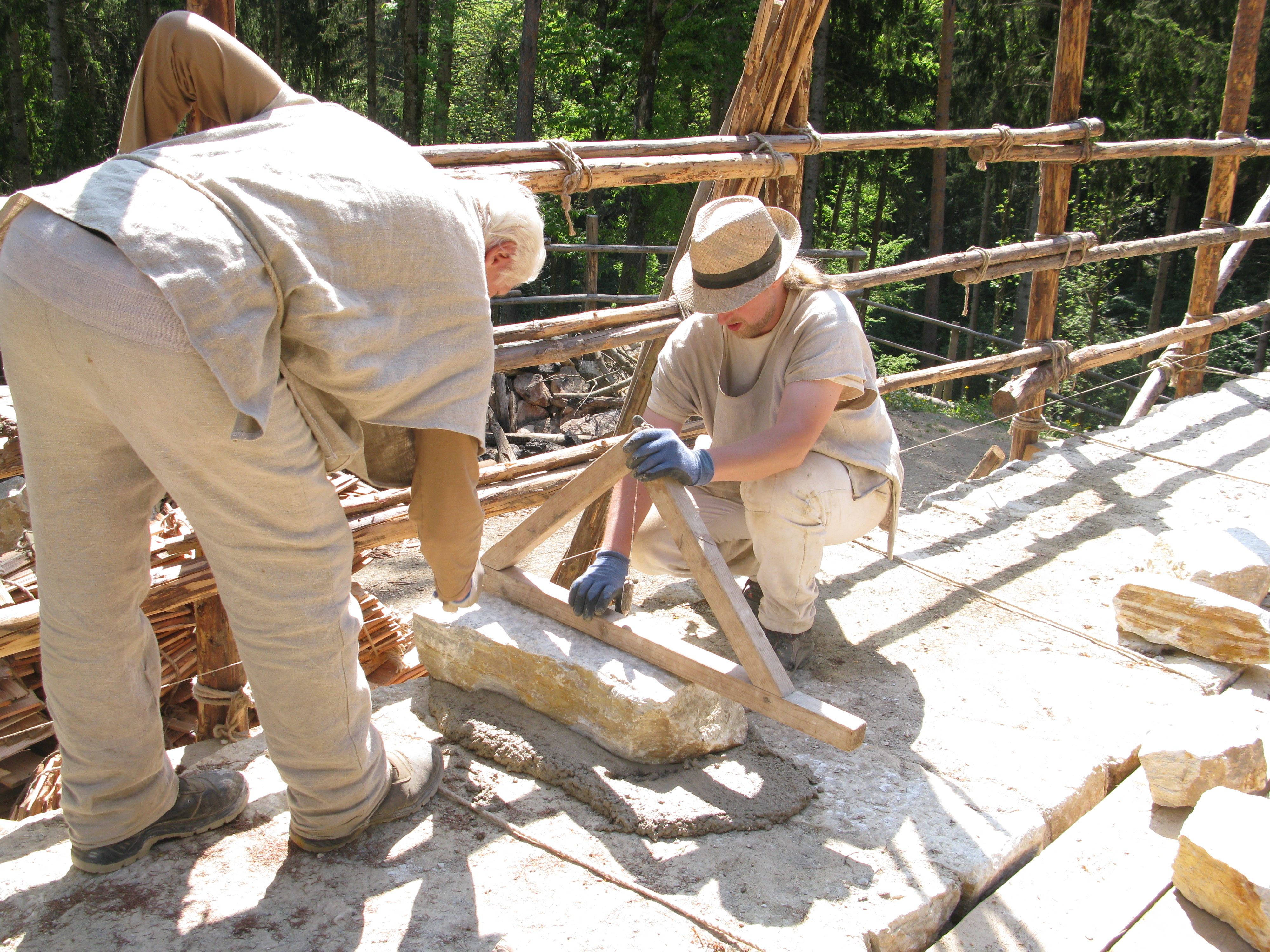
Maurer beim Einsetzen eines Bruchsteins in den romanischen Wohnturm der Burgbau Friesach

Bruchstein für Bauwerke wurde und wird aus anstehendem Gestein, in der Regel in einem Steinbruch gebrochen. Er ist nicht zu verwechseln mit den bereits lose in der Natur vorkommenden Schutthalden, Geröllen oder Feldsteinen, aber auch nicht mit dem für Kunstwerke oder den Hausbau formgerecht zugehauenen Werkstein.

## Gewinnung
Bruchsteine wurden ursprünglich nur durch Muskelkraft gewonnen. Zum Abbau der Steine dien(t)en Schlägel, Meißel, Keile und Brechstangen. Die Lage des Steinbruchs zur Baustelle wurde so gewählt, dass Abbau und Transport mit möglichst wenig Aufwand möglich waren. Ebenso wurden die natürlichen Gesteinsschichten zur Gewinnung von möglichst gleichmäßig geformten Steinen verwendet. Bruchsteine wurden meist nur roh mit einem Hammer zugerichtet und in Form gehauen, nur die sichtbaren Flächen wurden mehr oder weniger stark geglättet. Der Transport zur Baustelle erfolgte durch Tragen, Ziehen oder Schleifen, zumeist jedoch mit Fuhrwerken. Bruchsteine wurden und werden stets gerne wiederverwendet. Beim Abbruch von Gebäuden werden sie heute jedoch zumeist in Recyclinganlagen in Brechern zerkleinert.

## Vor- und Nachteile

### Temperaturausgleich
Neben der nachhaltigen Wiederverwendbarkeit speichert das oft sehr starke Bruchsteinmauerwerk Wärme und gibt sie in der Übergangszeit an die Innenräume weiter. Dadurch entsteht ein angenehmes Raumklima, in heißen Sommern bleiben die Räume länger kühl. Umgekehrt kühlen die Mauern bei langen tiefen Temperaturen aus, so dass die Räume sehr kalt werden, es muss kräftig geheizt werden (früher zumeist mit Kachelöfen). Daher wurden die Räume durch Holzblockeinbauten, Holzdecken, Holzböden und Täfelungen meist gut isoliert. In langen heißen Sommern heizen die Innenräume auf, dagegen hilft gute Durchlüftung oder der Aufenthalt auf der sonnenabgelegenen Nordseite.

### Stabilität
Die Standfestigkeit von Bruchsteinmauerwerk ist abhängig von der Mauerstärke und wird wesentlich beeinflusst durch die Gesteinsart, den Mörtelverbund, die Steingröße und -form und den Baugrund. Meist sind die Ecksteine schwerer und exakter behauen. Stabiles Bruchsteinmauerwerk zu errichten erfordert sehr viel Erfahrung und Wissen des Maurers und Zimmermanns. Die Zusammenarbeit mit den Zimmerleuten war früher selbstverständlich, denn die Bauwerke erhielten erst durch die Verbindung mit den Fachwerkaufbauten bzw. den Balkenlagen der jeweiligen Geschosse ihre notwendige Stabilität. Beide Berufe waren aufeinander abgestimmt. Oftmals beherrschten die Baumeister beide Berufe. Entscheidend ist auch die Höhe des Bauwerks: Je höher ein Bruchsteinmauerwerk wird, umso tragfähiger bzw. stärker muss das jeweils darunterliegende Geschoss erstellt werden.